# Бутайнова
Бутайнова (на словенски: Butajnova) е село в Словения, Средна Словения, община Доброва-Полхов Градец. Според Националната статистическа служба на Република Словения през 2002 г. селото има 210 жители.